# حمید اخوان
حمید اخوان ملایری (زاده ۱۹۶۱ در تهران) یک ایرانی آمریکایی است که از سال ۲۰۰۹ م رئیس هیئت نظارت شرکت فرانسوی یونی فای با مرکزیت مونیخ آلمان میباشد. اخوان از سال ۲۰۰۲ تا ۲۰۰۹ در پست‌های مختلف از جمله مدیرعامل در استخدام شرکت مخابرات آلمان تی-موبایل بود. 
حمید اخوان دارای مدرک کارشناسی در رشته مهندسی برق و مهندسی کامپیوتر از مؤسسه فناوری کالیفرنیا (California Institute of Technology) و مدرک کارشناسی ارشد در همان رشته از مؤسسه فناوری ماساچوست می‌باشد.